# 亞馬遜Inspire
亞馬遜Inspire（英語：Amazon Inspire）是一個由亞馬遜公司於2022年12月創立的電子商務短視頻平台。該平台內建於亞馬遜應用程式中，主要允許網紅用戶上傳展示或推廣個人或贊助產品的視頻。這個平台的創立旨在與TikTok 商店競爭，後者是一個集成在TikTok應用程式中的類似購物平台。

## 歷史
亞馬遜於2022年8月開始測試該平台的測試版，並於2022年12月正式對外推出。

## 觀點
用戶可以在應用程式底部的導航欄中找到一個閃亮的圖標，以進入“Inspire”功能。點擊該圖標後，用戶可以瀏覽展示各種產品的視頻，這些視頻根據用戶的興趣進行個性化推薦。用戶可以通過點贊來與這些帖子互動。系統會根據用戶的互動分析，進一步調整內容以符合他們的偏好，從而提供量身定制的瀏覽體驗。
用戶還可以選擇上傳促銷產品的視頻，並附上描述和相關標籤。視頻上傳後，會經過審核過程，以確保符合亞馬遜的服務條款和內容適當性標準。這一過程有助於保持平台的質量，確保只有合適的內容能夠與社區分享。